# Jakob Dylan
Jakob Luke Dylan, född 9 december 1969 i New York, är en amerikansk sångare och gitarrist i The Wallflowers. Han är son till Bob Dylan och Sara Dylan. Jakob Dylan är det näst yngsta av fem barn. Han tillbringade de tidigaste åren av sitt liv i Greenwich Village. Ungefär tre år gammal flyttade han med sin familj till Los Angeles-området.

## Diskografi

### Album med The Wallflowers
- 1992 – The Wallflowers
- 1996 – Bringing Down the Horse
- 2000 – Breach
- 2002 – Red Letter Days
- 2005 – Rebel, Sweetheart
- 2012 – Glad All Over

### Soloalbum
- 2008 – Seeing Things
- 2010 – Women + Country